# KV - Netværk for Kvindelige Virksomhedsejere
KV – Foreningen for Kvindelige Virksomhedsejere er et netværk for kvinder, der ejer eller er medejer af en virksomhed. KV's mål er at skabe synlighed omkring kvinder i erhvervslivet – med fokus på selvstændige kvinders vilkår. KV er landsdækkende og har eksisteret siden 1987.
KV er kendt for sine KV Grupper, strategiske netværksgrupper, hvor medlemmerne er opdelt i mindre gruppe på typisk 6-8 deltagere. [kilde mangler]
KV's Inspirationspris uddeles hvert år til en kvindelig virksomhedsejer, der opfylder en række kriterier.